# Aguadulce (Hiszpania)
Aguadulce – gmina w Hiszpanii, w prowincji Sewilla, w Andaluzji, o powierzchni 13,69 km². W 2011 roku gmina liczyła 2165 mieszkańców. Miasto graniczy z gminą Osuna na zachodzie, gdzie rzeka Blanco jest granicą między dwoma miastami, na wschodzie są gminy Gilena i Estepa, które określają przestrzeń geograficzną Aguadulce.